# La Serra de Vilamarí
La Serra de Vilamarí és una masia del municipi d'Avià inclosa en l'Inventari del Patrimoni Arquitectònic de Catalunya.

## Descripció
Petita construcció amb estructura de masia orientada a migdia. Està ubicada en un lloc enlairat amb moltes vistes. Està formada per tres cossos diferents, de planta baixa i pis: el principal és pròpiament la masia, a la dreta una pallissa descoberta i a l'esquerra una edificació també d'obra però d'un moment constructiu diferent. El parament és a base de grans pedres sense treballar, de majors dimensions encara quan es tracta de les cantoneres o marcs d'obertures. Hi ha tan sols una finestra de llindaa la façana, al primer pis. Just sota seu, a la planta baixa, trobem l'entrada, una gran porta amb muntants de pedra i llinda de fusta. La coberta és a dues aigües amb teula àrab. Al pis superior es conserven restes de la cuina primitiva: els fogons i la llar de foc. L'escala interior avui ha desaparegut.

## Història
A la llinda de la finestra central hi ha gravada la data de 1764. En un altre temps fou la masia de Vilamarí. Actualment la casa està deshabitada i en força mal estat, ja que es fa servir com a corral per al bestiar.